# 正方晶ジルコニア多結晶
正方晶ジルコニア多結晶（せいほうしょうジルコニアたけっしょう、tetragonal zirconia polycrystal, TZP / tetragonal polycrystalline zirconia, TPZ）は、ジルコニアの結晶体のひとつ。正方晶ジルコニア多結晶は、ジルコニアセラミックスと通称され、人工関節や人工歯冠などに用いる生体材料として利用されている。

## 概要
ジルコニアは、室温では単斜晶の結晶構造をとるが、高温になるにつれ、正方晶、立方晶の結晶構造をとる。純粋なジルコニアは、正方晶から単斜晶への冷却過程でマルテンサイト変態を起こし、体積が膨張するため焼結体は亀裂を生じ、破砕するが、安定化剤としてイットリウムなどを配合し、焼結条件などを調整することで、室温において正方晶を維持できることが知られている。
安定化した正方晶の結晶の粒径は 0.3 μm程度であり、酸化イットリウム(III)を3%配合したもので、粒子の大きさが最も細かくなる。この水準になると、ほぼ100%正方晶となっているので、室温において最も強靭なものとなるが、他方では200°Cから500°Cで不可逆的な結晶の変成が生じて相も変わり、著しくダメージを受ける。
微細結晶粒の正方晶ジルコニア多結晶は、セラミックでありながら例外的な超塑性変形が認められる。

### 生体材料
イットリア添加正方晶ジルコニア多結晶体 (Y-TZP) は、50年程度は、等温マルテンサイト変態による劣化が生じないと考えられており、従来主流であったアルミナセラミックスに代わって、人工関節や人工歯冠などに用いる生体材料として利用されるようになっている。